# Журило Іван Антонович
Іва́н Анто́нович Жури́ло (7 листопада 1923 , Садове, Київська губернія  — 7 вересня 1990 , Житомир ) — старший лейтенант Радянської Армії, учасник Німецько-радянської війни, Герой Радянського Союзу (1945).

## Біографія
Іван Журило народився 7 листопада 1923 року в селі Садове (нині — Коростишівський район Житомирської області України). У 1937 році закінчив шість класів школи, після чого працював електрозварником на ТЕЦ № 2 в Києві. У липні 1941 року Журило був евакуйований на Донбас. У листопаді 1943 року він був призваний на службу в Робітничо-селянську Червону Армію. З травня 1944 року — на фронтах Німецько-радянської війни. Брав участь у боях на 1-му і 2-му Українських фронтах, командував відділенням 20-го саперного батальйону 99-ї стрілецької дивізії 46-ї армії. Відзначився під час форсування Дунаю в районі міста Ерчі на південь від Будапешта.
Уночі 3 грудня 1944 року Журило з двома добровольцями переправився через Дунай і розвідав позиції противника. 4 грудня він першим зі своїм підрозділом разом із 2-им стрілецьким батальйоном 1-го стрілецького полку старшого лейтенанта Івана Забобонова переправився через річку і взяв активну участь у захопленні та утриманні плацдарму, особисто захопив язика. У бою за розширення плацдарму Журило особисто знищив вісім ворожих солдатів і ще одного взяв у полон.
Указом Президії Верховної Ради СРСР від 24 березня 1945 року за «відвагу і мужність, виявлені в боях під час форсування Дунаю» старший сержант Іван Журило був удостоєний високого звання Героя Радянського Союзу з врученням ордена Леніна і медалі «Золота Зірка» за номером 4745.
За відзнаку під час форсування Дунаю Указом від 24.03.1945 року Золотою Зіркою Героя Радянського Союзу нагородили ще 14 воїнів із 2-го стрілецького батальйону старшого лейтенанта Забобонова Івана Семеновича, в тому числі: старшого лейтенанта Мілова Павла Олексійовича, старшого лейтенанта Чубарова Олексія Кузьмича, лейтенанта Храпова Миколу Костянтиновича, лейтенанта Количева Олега Федосійовича, молодшого лейтенанта Кутуєва Рауфа Ібрагімовича, старшого сержанта Шарпила Петра Дем'яновича, сержанта Ткаченка Івана Васильовича, сержанта Полякова Миколу Федотовича, червоноармійця Зигуненка Іллю Юхимовича, червоноармійця Остапенка Івана Григоровича, червоноармійця Мележика Василя Опанасовича, червоноармійця Зубовича Костянтина Михайловича, червоноармійця Трошкова Олександра Даниловича, капітана Сєрих Семена Прокоповича.
Після закінчення війни Журило продовжив службу в Радянській Армії. У 1955 році у званні старшого лейтенанта він був звільнений у запас. Проживав у Житомирі, працював на взуттєвій фабриці. Помер 7 вересня 1990 року.
Був також нагороджений орденами Вітчизняної війни 1-го ступеня і Червоної Зірки, низкою медалей.

## Пам'ять
- Ім'я героя висічене золотими літерами в залі Слави Центрального музею Великої Вітчизняної війни в Парку Перемоги міста Москви.
- На могилі встановлено надгробний пам'ятник